# Харченки (Роменський район)
Ха́рченки — село в Україні, в Роменському районі Сумської області. Населення становить 253 осіб. До 2020 орган місцевого самоврядування — Хустянська сільська рада.

## Географія
Село Харченки розташоване неподалік від витоків річок Ромен та Терн. На відстані до 2 км розташовані села Хустянка та Ярове.
По селу течуть струмки, що пересихають із загатами.

## Історія
- Село постраждало внаслідок геноциду українського народу, проведеного урядом СРСР 1932—1933 та 1946–1947 роках, встановлено смерті 24 людей[1].
- 12 червня 2020 року, відповідно до розпорядження Кабінету Міністрів України № 723-р «Про визначення адміністративних центрів та затвердження територій територіальних громад Сумської області», село увійшло до складу Хмелівської сільської громади[2].
- 19 липня 2020 року, в результаті адміністративно-територіальної реформи та ліквідації Буринського району, громада увійшла до складу новоутвореного Роменського району[3].

## Політика

### Парламентські вибори, 2019
На позачергових парламентських виборах 2019 року у селі функціонувала окрема виборча дільниця № 590089, розташована у приміщенні центру дозвіллєвої роботи.
Результати
- зареєстровано 80 виборців, явка 75,00%, найбільше голосів віддано за «Слугу народу» — 38,98%, за Радикальну партію Олега Ляшка — 20,34%, за Всеукраїнське об'єднання «Батьківщина» — 10,17%[4]. В одномандатному окрузі найбільше голосів отримав Максим Гузенко (Слуга народу) — 28,81%, за Анатолія Свирида (самовисування) — 27,12%, за Віктора Ладуху (Всеукраїнське об'єднання «Батьківщина») — 15,25%[5].

## Економіка
- Молочно-товарна ферма.

## Соціальна сфера
- Школа І-II ст.

## Пам'ятки
- Братська могила[d] радянських воїнів та пам'ятник воїнам-землякам;

## Персоналії
- Малій Анатолій Миколайович (1970–2023) — український військовик, учасник російсько-української війни[6][7][8]